# Cardiastethus minutissimus
Cardiastethus minutissimus är en insektsart som beskrevs av Robert L. Usinger 1946. Cardiastethus minutissimus ingår i släktet Cardiastethus och familjen näbbskinnbaggar. Inga underarter finns listade i Catalogue of Life.